# Урош Корун
Урош Корун (словен. Uroš Korun, нар. 25 липня 1987, Цельє, Словенія) — словенський футболіст, захисник.

## Титули і досягнення
- Чемпіон Польщі (1):

«П'яст» (Гливиці): 2018-19
- Володар Кубка Словенії (1):

«Олімпія» (Любляна): 2020-21